# Ідан Райхель
Ідан Райхель (івр. івр. עידן רייכל; нар. 12 вересня 1977, Кфар-Сава, Ізраїль) — ізраїльський музикант, композитор, співак і продюсер, засновник музичного колективу The Idan Raichel Project. Його творчість поєднує ізраїльські, ефіопські, середземноморські та африканські музичні традиції з елементами сучасної поп-музики.

## Біографія
Народився в Кфар-Саві. З дитинства навчався гри на акордеоні та клавішних. Служив в Армії оборони Ізраїлю в ансамблі Збройних сил як музикант і аранжувальник. Після служби працював музичним педагогом.

## Музична кар'єра

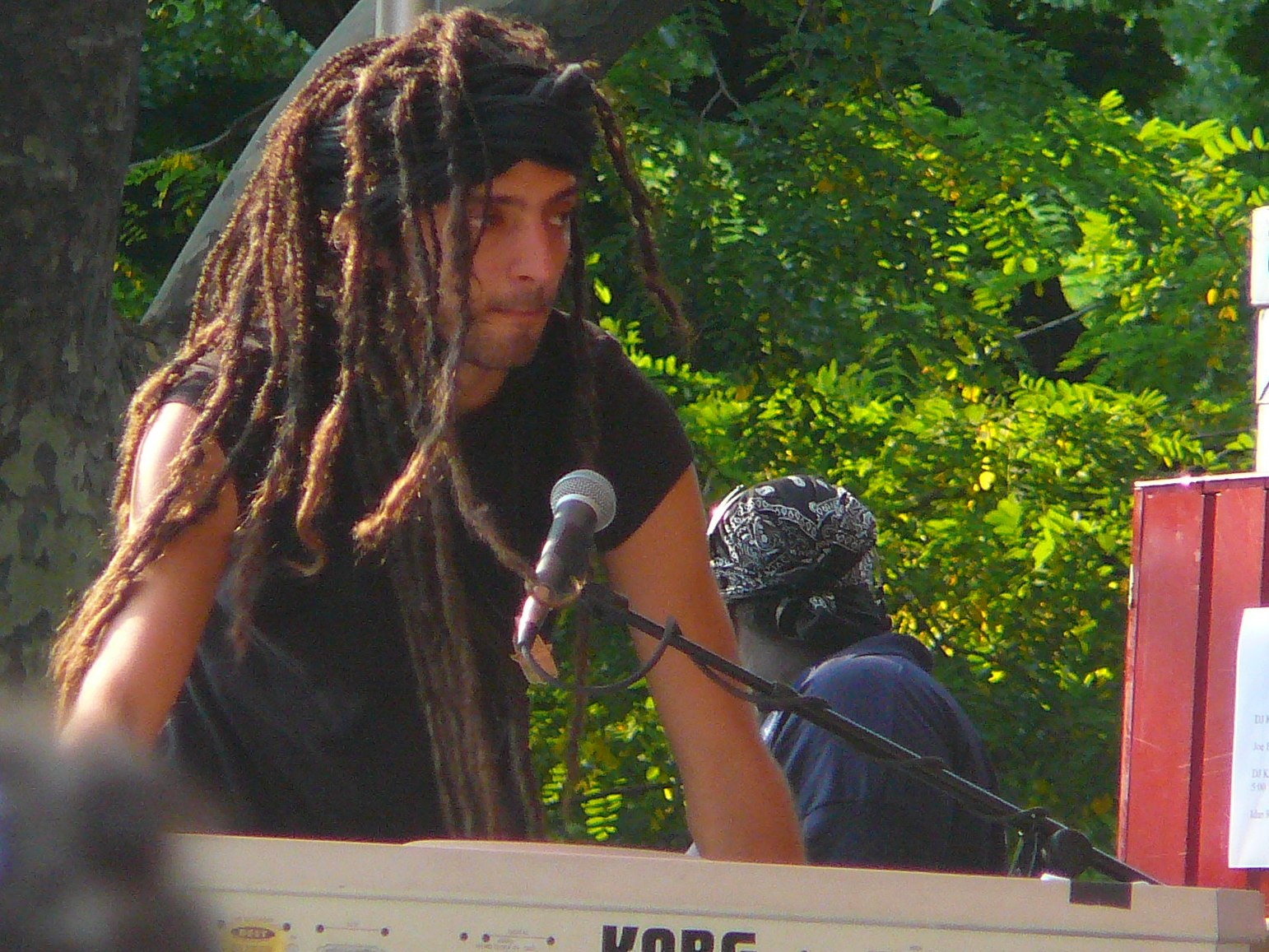
Ідан Райхель виступає на сцені SummerStage у Центральному парку Нью-Йорка, червень 2007 року

У 2002 році започаткував The Idan Raichel Project — колектив музикантів різних культур і стилів. Проєкт здобув популярність в Ізраїлі та за кордоном завдяки пісням на івриті, амхарській, арабській, іспанській та інших мовах.

### The Idan Raichel ProjectтаMi'Ma'amakim
Різноманіття єврейської діаспори та громадян Ізраїлю цікавило Райхеля й впливало на його музичну кар'єру. Він працював з ефіопськими євреями, арабами, традиційними єменськими вокалістами, тостером і перкусіоністом із Суринаму та південноафриканським співаком, серед інших. Глобальне ф'южн-звучання пісні «Bo'ee» («Іди зі мною») вивело його гурт на вершини чартів. Дебютний однойменний альбом The Idan Raichel Project зосереджений на цих міжкультурних колабораціях. Він вийшов в Ізраїлі у 2002 році, а у 2005 році вийшов другий альбом Out of the Depths (Mi'Ma'amakim).
Ця співпраця стала платформою для зростання етнічних виконавців, таких як Кабра Касай — ефіопська єврейка, народжена в таборі біженців у Судані, та Равід Кахалані з гурту Yemen Blues, який досліджує свої єменські корені. Єменсько-ізраїльська співачка Шошана Дамарі виступила з гуртом незадовго до своєї смерті у 2006 році у віці 86 років. The Idan Raichel Project випустив чотири альбоми, а також збірку концертних записів в Ізраїлі на лейблі Helicon. Американський лейбл Cumbancha випустив перший альбом гурту у світі в 2006 році. Альбом також отримав номінацію на премію BBC Radio 3 Award for World Music.

### Within My Walls,Open Door
Проєкт Ідана Райхеля випустив свій другий міжнародний альбом Within My Walls («У межах моїх стін») у 2008 році. Значну частину цього альбому Райхель записав під час гастролей у спонтанних умовах. Під час подорожей він знайомився з музикантами з усього світу та обмінювався з ними музичними ідеями. Він записував і співавторив пісні з колумбійською співачкою Мартою Гомес, майстринею з Кабо-Верде Майрою Андраде та руандійсько-угандійською співачкою Сомі. Гурт виступав на низці міжнародних фестивалів і подорожував з концертами по Європі, Південній та Центральній Америці, Азії та Африці.
Згодом Райхель співпрацював із лауреаткою премії «Греммі» Індією Арі над проєктом під назвою Open Door («Відчинені двері»). Вони почали працювати разом у 2008 році, коли Індіа відвідала Ізраїль. Разом вони виступили в Kennedy Center у Вашингтоні, округ Колумбія, перед президентом Бараком Обамою у День Мартіна Лютера Кінга після його обрання. Вони також виконали пісню «Gift of Acceptance» на церемонії вручення Нобелівської премії миру у 2010 році. У серпні 2011 року дует виступив на церемонії відкриття Меморіалу Мартіна Лютера Кінга у Вашингтоні під час свого туру США. Райхель та Індіа Арі також продюсували перший сингл Arie «6th Avenue» з її альбому 2013 року Songversation. Шимон Перес, тодішній президент Ізраїлю, попросив Райхеля написати музику на свій вірш про ефіопську спільноту Ізраїлю.

### Quarter to Six
Наступний альбом проєкту, Reva LaShesh («Quarter to Six», тобто «Без чверті шість»), вийшов у 2013 році. У ньому взяли участь запрошені виконавці: португальська зірка фаду Ана Моура, ізраїльська арабська співачка Міра Авад, німецький контртенор Андреас Шолль, колумбійська співачка Марта Гомес, В'є Фарка Туре з Малі, а також кілька молодих ізраїльських музикантів. Quarter to Six здобув статус потрійного платинового альбому в Ізраїлі, розійшовшись накладом понад 116 000 копій.
Проєкт виступив на приватному концерті для президента США Барака Обами під час його візиту до Ізраїлю в березні 2013 року. Ідан Райхель був запрошений поп-зіркою Алішею Кіз для виконання дуету на сцені стадіону Nokia в Тель-Авіві. Через місяць Райхель виступив разом з Патріком Брюелем. Наприкінці єврейського року у вересні ізраїльський розважальний журнал Pnai Plus визнав Ідана Райхеля «Людиною року». Пісня «Ba'Layla (Вночі)» була обрана «Піснею року». У 2013 та 2014 роках Райхеля також визнавали «Музикантом року» на радіостанції Galgalatz. Проєкт Ідана Райхеля посів перше місце у чарті Media Forest як «Найбільш транслюваний гурт» в Ізраїлі у 2013 та 2014 роках, а також здобував титул «Гурт року» у різних медіа-рейтингах за 2014 рік.
У вересні 2014 року Аліша Кіз запросила Райхеля та палестинського співака й виконавця на кануні Алі Амра приєднатися до неї на сцені фестивалю Global Citizen у Центральному парку Нью-Йорка для виконання її пісні «We Are Here». 3 липня 2014 року Райхель та 18 учасників його проєкту виступили у парку Яркон у Тель-Авіві перед 20 000 глядачів.
12 січня 2015 року Райхель виступив разом із Патріком Брюелем та марокканським співаком Юнесом Ель Гезулі на сцені Паризької опери, виконавши пісню «Pourquoi ne pas y croire...» («Чому б не повірити») французькою, арабською та івритом. У 2015 році Райхель продовжив виступати та співпрацювати з різними музикантами, зокрема з італійською співачкою Орнеллою Ваноні, кубинською співачкою Данай Суарес і португальським співаком Антоніу Замбужу. Він також багато гастролював, зокрема виступав із проєктом у Японії в грудні 2015 року, провів серію концертів у Німеччині разом із Андреасом Шоллем і виступив на фестивалі Jazz à la Villette у Парижі з колективом The Touré-Raichel Collective у вересні 2015 року.

### At the Edge of the Beginning
22 січня 2016 року вийшов у світ перший сольний альбом Райхеля — At the Edge of the Beginning («На межі початку»). Після цього він розпочав серію сольних фортепіанних концертів під назвою «Idan Raichel – Piano – Songs». Також Райхель гастролював як із проєктом The Idan Raichel Project, так і з програмою «Idan Raichel — Piano Concert with Friends» по Європі та США. У лютому 2016 року він виступив у Віденському Концертгаусі.

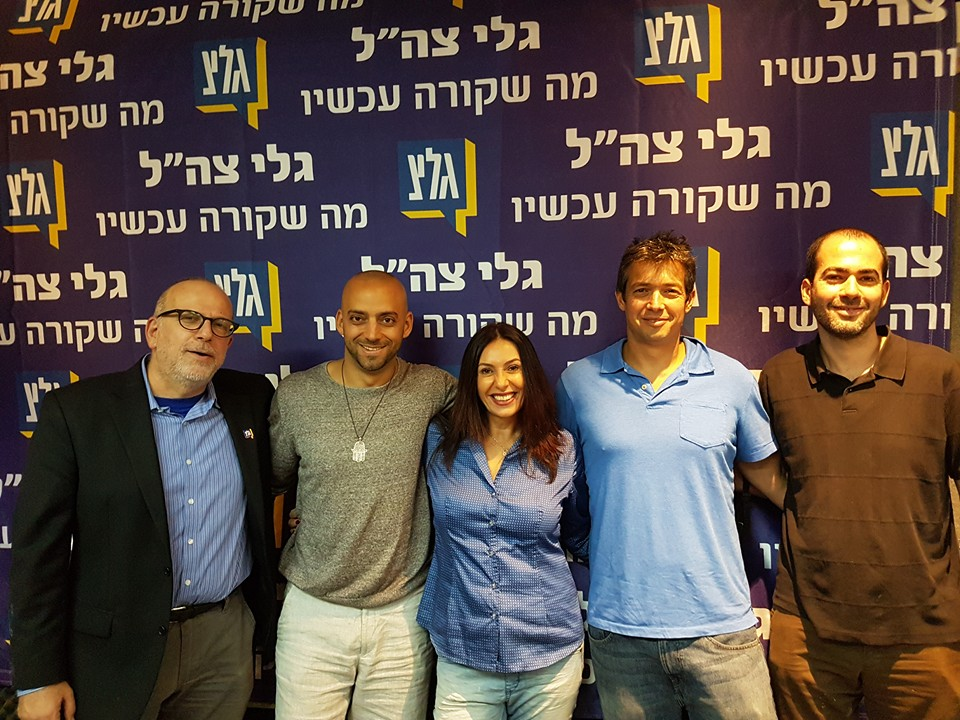
Райхель на радіостанції Galei Tzahal, 2016
Зліва направо: Ярон Декель, Ідан Райхель, Мірі Реґев, Йоаз Гендель, Асаель Лубоцький

### 2019–дотепер:And If You Will Come to Me
31 січня 2019 року Райхель випустив свій другий сольний студійний альбом — And If You Will Come to Me («І якщо ти прийдеш до мене»). Ця платівка відображає наступний етап його особистої подорожі, що почалася трьома роками раніше, коли Райхель зробив паузу в діяльності The Idan Raichel Project, тоді 14-учасного колективу, і почав виступати з більш камерними сольними та малими ансамблями.  
Разом із запрошеними музикантами з Японії, Болгарії, Ефіопії, Куби та Індії, And If You Will Come to Me включає дуети з нігерійським гітаристом Бомбiно, кубинською номінанткою на «Греммі» Данай Суарес, ізраїльськими зірками Беррі Сахаровим та Зеавою Бен, а також новий студійний трек із возз'єднаним колективом The Idan Raichel Project.  
Титульна пісня альбому «Ve'Eem Tavo'ee Elay» (івритом) стала одним із найбільших хітів Райхеля в Ізраїлі, зібравши 20 мільйонів переглядів лише на YouTube, а всі сингли з альбому набрали загалом понад 35 мільйонів переглядів на платформі. Райхель підтримав вихід альбому чотирма концертами на арені в Тель-Авіві, а в березні 2019 року розпочав масштабне міжнародне турне з виступами у Франції, Німеччині, Нідерландах, Австрії, Італії, Швейцарії та США.  
18 травня 2019 року The Idan Raichel Project виступив у гранд-фіналі Євробачення 2019. Наступного року, у 2020-му, він у співавторстві із Дороном Медаліє написав пісню «Feker Libi», яку записала Еден Алене. Ця пісня мала представляти Ізраїль на Євробачення 2020, але конкурс було скасовано через пандемію COVID-19.

## Визнання
Творчість Ідана Райхеля та його проєкт The Idan Raichel Project отримали схвальні відгуки як в Ізраїлі, так і за кордоном. Критики відзначають його вміння поєднувати ізраїльські, ефіопські, арабські та карибські мотиви з сучасною поп- та електронною музикою. New Internationalist відзначив альбом Quarter to Six за «теплі багатокультурні відтінки», хоча й зауважив, що він іноді переходить у «легку світову easy‑listening». Рецензент KlezmerShack порівняв його перший альбом із проривом Офри Хази, відзначаючи «захопливий діапазон і емоційну інтенсивність».
Після виходу The Tel Aviv Session проєкт називали «шедевром» та «крос-культурною перемогою» в міжнародних оглядах.

## Дискографія
- The Idan Raichel Project (2002)
- Mi'ma'amakim (2005)
- Within My Walls (2008)
- Quarter to Six (2013)
- At the Edge of the Beginning (2015)
- And If You Will Come to Me (2019)

### Найвідоміші пісні
- «Bo'i» («בואי»)
- «Mi'ma'amakim» («ממעמקים»)
- «Im Telech» («אם תלך»)
- «Aba» («אבא»)

## Особисте життя
Одружений, має дітей. Живе в Ізраїлі.